# Kharkhoda
Kharkhoda é uma cidade e uma nagar panchayat no distrito de Meerut, no estado indiano de Uttar Pradesh.

## Demografia
Segundo o censo de 2001, Kharkhoda tinha uma população de 12,435 habitantes. Os indivíduos do sexo masculino constituem 53% da população e os do sexo feminino 47%. Kharkhoda tem uma taxa de literacia de 57%, inferior à média nacional de 59.5%: a literacia no sexo masculino é de 66% e no sexo feminino é de 48%. Em Kharkhoda, 16% da população está abaixo dos 6 anos de idade.